# US Pergolettese 1932
US Pergolettese 1932 is een Italiaanse voetbalclub uit Crema, in de regio Lombardije. De club werd in 1932 opgericht onder de naam Pergolettese in Pergolette, een deelgemeente van de stad Crema.

## Bekende (oud)spelers
- Dario Hübner
- Davide Astori